# 되지빠귀
되지빠귀(영어: Grey-backed Thrush, 학명: Turdus hortulorum)는 참새목 지빠귀과에 속하는 새이다.

## 생김새

### 수컷
몸윗면은 청회색이고 목과 앞가슴은 엷은 회색이다. 옆구리는 등황색이고 배 중앙은 흰색이다.

### 암컷
전체적으로 수컷과 생김새가 유사하지만 검은색 턱선이 뚜렷하게 보이고 멱, 가슴, 옆구리에 검은 반점들이 있다.

## 서식지
러시아 극동 남부, 중국 동북부, 한국 등에서 번식하고 중국 남부, 베트남 북부 등에서 월동한다. 나무가 많은 숲에서 서식한다.